# Конформна група
Конформна група простору — це група перетворень простору в себе зі збереженням кутів. Формальніше, це група перетворень, що зберігає конформну геометрію простору.
Деякі конкретні конформні групи особливо важливі:
- Конформна ортогональна група. Якщо V — векторний простір з квадратичною формоюа Q, то конформна ортогональна група {\displaystyle \mathrm {CO} (V,Q)} є групою лінійних перетворень T простору V, таких що для кожного x із V існує скаляр {\displaystyle \lambda }, такий що
{\displaystyle Q(Tx)=\lambda ^{2}Q(x)}
Для знаковизначеної квадратичної форми (тобто або додатно визначеної, або від'ємно визначеної) конформна ортогональна група дорівнює ортогональній групі, помноженій на групу розтягів.

- Конформна група сфери, породжена інверсіями відносно кіл. Ця група відома також як група Мебіуса.
- У евклідовому просторі {\displaystyle \mathbf {E} ^{n}}, n > 2, конформна група породжується інверсіями відносно гіперсфер.
- У псевдоевклідовому просторі {\displaystyle \mathbf {E} ^{p,q}} конформною групою є {\displaystyle \mathrm {Conf} (p,q)\simeq \mathrm {O} (p+1,q+1)/\mathbb {Z} _{2}}[1].

Всі конформні групи є групами Лі.

## Аналіз кутів
У евклідовій геометрії можна очікувати, що характеристикою буде стандартний кут, але в псевдоевклідовому просторі існує також гіперболічний кут. У спеціальній теорії відносності різні точки відліку зміни швидкості відносно інших точок відліку, пов'язані з бистротою, гіперболічним кутом. Один зі способів описати лоренців буст — гіперболічне обертання, яке зберігає різницю кутів між швидкостями. Таким чином, вони є конформними перетвореннями відносно гіперболічних кутів.
Один з підходів до опису відповідної конформної групи — імітація групи Мебіуса як конформної групи звичайної комплексної площини. Псевдоевклідова геометрія відповідає альтернативним комплексними площинами, де, замість звичайних комплексних чисел, точками є спліт-комплексні числа або подвійні числа. Як для повного опису групи Мебіуса потрібна сфера Рімана, компактний простір, так само альтернативні комплексні площини вимагають для повного опису компактифікації конформного відображення. У кожному з випадків конформна група задається дробово-лінійними перетвореннями на відповідній площині.

## Конформна група простору-часу
1908 року Гаррі Бейтмен і Ебенезер Кеннінгем, двоє молодих дослідників із Ліверпульського університету, оголосили ідею конформної групи простору-часу (тепер зазвичай позначається як {\displaystyle C(1,3)}). Вони стверджували, що кінематичні групи конформні, оскільки вони зберігають квадратичну форму простору-часу і тим самим споріднені ортогональними перетвореннями, що розглядається як ізотропна квадратична форма. Свободи електромагнітного поля не поширюються на кінематичні рухи, а вимагають тільки бути локально пропорційними перетворенням, які зберігають квадратичну форму. У статті 1910 року Гаррі Бейтмен вивчає матрицю Якобі перетворення, яке зберігає світловий конус, і показує, що перетворення має властивість конформності. Бейтмен і Кеннінгем показали, що ця конформна група є «найбільшою групою перетворень, які залишають рівняння Максвелла структурно інваріантними».
Ісаак Яглом зробив внесок у математику простору-часу, розглянувши конформні перетворення в подвійних числах. Оскільки подвійні числа мають властивості кільця, але не поля, дробово-лінійні перетворення вимагають від проєктивної прямої над кільцем бути бієктивним відображенням.
Традиційно, як у статті Людвіка Зільберштейна (1914), для подання групи Лоренца використовується кільце бікватерніонів. Для конформної групи простору-часу достатньо розглядати дробово-лінійні перетворення на проєктивній прямій над цим кільцем. Елементи конформної групи простору-часу Бейтменом назвав сферичним перетворенням хвилі. Конкретне вивчення квадратичної форми простору-часу увібрала в себе сферична геометрія Лі.

## Примітка
1. ↑  Vaz, da Rocha, 2016, с. 140.
2. ↑  Takasu, 1941, с. 330–8.
3. ↑  Bateman, 1908, с. 70–89.
4. ↑  Bateman, 1910, с. 223–264.
5. ↑  Cunningham, 1910, с. 77–98.
6. ↑  Косяков, 2017, с. 225.
7. ↑  Warwick, 2003, с. 416–24.
8. ↑  Gilmore, 1994, с. 349.
9. ↑  Яглом, 1969.